# 1133 en santé et médecine
| Années de la santé et de la médecine : 1130 - 1131 - 1132 - 1133 - 1134 - 1135 - 1136    |
| Décennies de la santé et de la médecine : 1100 - 1110 - 1120 - 1130 - 1140 - 1150 - 1160 |

Cet article présente les faits marquants de l'année 1133 en santé et médecine.

## Fondations
- Oylard, sire de Wimille en Flandre, fonde l'hôpital de Saint-Inglevert[1].
- Une maladrerie sans doute fondée par Guigues Ier, prieur de la Grande Chartreuse, est attestée au lieu-dit Intersaxe, « sur la rive gauche du Rhône, entre Le Balme de Pierre-Châtel et la ville d'Yenne », en Savoie[2].
- Un certain Giovanni di Bernardo Normanno fait construire à Tresinara, près de Gênes, en Ligurie, en même temps que l'église de San Giacomo Maggiore (it) (« Saint-Jacques-le-Majeur »), un hôpital placé sous l'invocation de saint Hilaire[3],[4].
- Année possible de la fondation de l'hospice des Coquins, faubourg Saint-Gilles, à Liège en Flandre[5].
- Avant 1133 : fondation d'une chapelle à laquelle sera sans doute attaché l'hôpital pour lépreux qui donnera son nom à l'actuelle aire suburbaine de « Spital (en) », circonscription incluse dans les villes de Bebington et  de Bromborough du district métropolitain de Wirral, au Nord-Est de l'Angleterre[6].
- 1133-1134 : fondation à Newark, dans le Nottinghamshire en Angleterre, de St. Leonard's Hospital, consacré aux pauvres et aux malades, mais dont une charte mentionne aussi les lépreux[7].

## Décès
- 1133 ou 1134 : Hildebert de Lavardin (né vers 1055), évêque du Mans, archevêque de Tours, versé dans l'art de guérir selon Dubreuil-Chambardel, ce que conteste Wickersheimer[8],[9].